# Splošna normalna porazdelitev
Splošna normalna porazdelitev (tudi splošna Gaussova porazdelitev) je katerakoli porazdelitev izmed dveh zveznih verjetnostnih porazdelitev, ki se od normalne porazdelitve razlikujta v tem, da vsebujeta še parameter oblike (normalna porazdelitev ga ne vsebuje). Splošna normalna porazdelitev nastopa v dveh oblikah, ki ju označujemo kot 1. oblika in 2. oblika

## Lastnosti  porazdelitve splošne normalne porazdelitve 1. oblike
Splošna normalna porazdelitev 1. oblike je znana tudi kot potenčna porazdelitev ali splošna porazdelitev napak. Vključuje vse oblike normalne porazdelitve in Laplaceovih porazdelitev. Kot skrajni primer pa vključuje tudi vse zvezne enakomerne porazdelitve.

### Funkcija gostote verjetnosti
Funkcija gostote verjetnosti za splošno normalno porazdelitev 1. oblike je 
{\displaystyle {\frac {\beta }{2\alpha \Gamma (1/\beta )}}\;e^{-(|x-\mu |/\alpha )^{\beta }}} 

 {\displaystyle \Gamma }
kjer je
- {\displaystyle \Gamma (1/\beta )\!} funkcija gama

### Zbirna funkcija verjetnosti
Zbirna funkcija verjetnosti je enaka 
{\displaystyle {\frac {1}{2}}+\operatorname {sgn}(x-\mu ){\frac {\gamma \left(1/\beta ,\left({\frac {|x-\mu |}{\alpha }}\right)^{\beta }\right)}{2\Gamma (1/\beta )}}}
kjer je 
- {\displaystyle \gamma \!} spodnja nepopolna gama funkcija

### Pričakovana vrednost
Pričakovana vrednost je 
{\displaystyle \mu \,}.

### Varianca
Varianca je
{\displaystyle {\frac {\alpha ^{2}\Gamma (3/\beta )}{\Gamma (1/\beta )}}}.
kjer je
- {\displaystyle \Gamma (x)\!} funkcija gama

### Sploščenost
Sploščenost je enaka
{\displaystyle {\frac {\Gamma (5/\beta )\Gamma (1/\beta )}{\Gamma (3/\beta )^{2}}}-3}
kjer je
- {\displaystyle \Gamma (x)\!} funkcija gama

### Povezave z drugimi porazdelitvami
- Kadar je {\displaystyle \beta =2\!}, dobimo normalno porazdelitev.
- Kadar pa je {\displaystyle \beta =1\!}, dobimo Laplaceovo porazdelitev
- Kadar pa velja {\displaystyle \beta \to \infty \!}, dobimo zvezno enakomerno porazdelitev na intervalu {\displaystyle (\mu -\alpha ,\mu +\alpha )\!}

## Lastnosti  splošne normalne porazdelitve 2. oblike

### Funkcija gostote verjetnosti
Funkcija gostote verjetnosti za splošno normalno porazdelitev 1. oblike je 
{\displaystyle {\frac {\phi (y)}{\alpha -\kappa (x-\xi )}}}, kjer je 
 {\displaystyle y={\begin{cases}-{\frac {1}{\kappa }}\log \left[1-{\frac {\kappa (x-\xi )}{\alpha }}\right]&{\text{ kadar je }}\kappa \neq 0\\{\frac {x-\xi }{\alpha }}&{\text{ kadar je }}\kappa =0\end{cases}}}
{\displaystyle \phi \!} je standardna funkcija gostote verjetnosti za normalno porazdelitev

### Zbirna funkcija verjetnosti
Zbirna funkcija verjetnosti je enaka 
{\displaystyle \Phi (y)\!}, kjer je 
 {\displaystyle y={\begin{cases}-{\frac {1}{\kappa }}\log \left[1-{\frac {\kappa (x-\xi )}{\alpha }}\right]&{\text{ kadar je }}\kappa \neq 0\\{\frac {x-\xi }{\alpha }}&{\text{ kadar je }}\kappa =0\end{cases}}}
{\displaystyle \Phi \!} je standardna zbirna funkcija verjetnosti  za normalno porazdelitev

### Pričakovana vrednost
Pričakovana vrednost je 
{\displaystyle \xi -{\frac {\alpha }{\kappa }}\left(e^{\kappa ^{2}/2}-1\right)}.

### Varianca
Varianca je
{\displaystyle {\frac {\alpha ^{2}}{\kappa ^{2}}}e^{\kappa ^{2}}\left(e^{\kappa ^{2}}-1\right)}

### Sploščenost
Sploščenost je enaka
{\displaystyle e^{4\kappa ^{2}}+2e^{3\kappa ^{2}}+3e^{2\kappa ^{2}}-6}